# Telestes souffia
Telestes souffia, conosciuto comunemente come vairone europeo o vairone danubiano, è un pesce d'acqua dolce appartenente alla famiglia dei Leuciscidae e quindi all'ordine dei Cypriniformes.
Alcuni ittiologi dividono questa specie in due sottospecie (talvolta elevate anche a rango specifico):
- Telestes souffia souffia, endemico della Francia meridionale (bacino del  Rodano e aree limitrofe) e presente solo marginalmente in Italia;
- Telestes souffia rysela, distribuito nell'alto bacino del Reno e in quello del Danubio, ma presente anche in Italia nordorientale (bacino dell'Isonzo).

## Habitat e distribuzione
Reperibile nelle acque limpide e pulite dei torrenti a corrente veloce con fondale ghiaioso. Raramente ritrovato nei laghi.

La sua presenza è indice di buona qualità ambientale e dell'acqua.
Presente nei fiumi della Francia sudoccidentale (Rodano e Var).

## Descrizione
Il corpo è affusolato: la testa è minuta, la bocca terminale è piccola. La livrea è bruno grigiastra, più chiara sui fianchi. Il ventre è bianco. Sui fianchi è presente una fascia orizzontale bruna, sotto la quale vi è un'altra fascia arancione (non sempre visibile). L'attaccatura delle pinne pettorali è rossastra.

Raggiunge eccezionalmente una lunghezza massima di 25 cm.

## Riproduzione
La fregola avviene tra maggio e giugno: i riproduttori si portano versi gli immissari lacustri, in zone a forte corrente, con fondali ghiaiosi. Dopo la deposizione gli adulti migrano verso valle. Le uova schiudono dopo 15 giorni circa, liberando le larve che migrano verso acque calme per nutrirsi.

La maturità sessuale avviene dopo 3 anni.

## Alimentazione
Il vairone si ciba di invertebrati, acquatici e non.

## Pesca
Viene catturato soprattutto con la tecnica della passata e con la mosca. Le sue carni sono ottime per le fritture. Viene utilizzato anche come esca per la cattura della trota.